# Raïon de Vad
Le raïon de Vad (en russe : Ва́дский райо́н, Vadsky raïon) est une entité territoriale administrative de Russie de forme arrondissement (raïon) située dans l'oblast de Nijni Novgorod. Il correspond à l'okroug municipal du même nom. Son siège administratif est le village de Vad.

## Géographie
Le raïon de Vad est limitrophe des raïons de Arzamas, Shatki,  Dalneïe Konstantinovo et l'okroug urbain de Perevoz. La longueur totale des frontières est de 167 kilomètres. La longueur du sud au nord est de 41 kilomètres, de l'ouest à l'est de 30 kilomètres.

## Climat
Le raïon de Vad énéficie d'un climat de type continenta tempéré, L'hiver est modérément froid, mais très long et des étés relativement courts et chauds. L'été est doux. Selon le zonage agroclimatique de l']oblast de Nijni Novgorod, le territoire du district appartient à la quatrième région agroclimatique - modérément chaude, modérément humide. Le coefficient hydrothermal est de 1,2.
La région est divisée en 10 unités administratives, qui comprennent 46 agglomérations.
La superficie du district est de 742,7 km²[réf. nécessaire].